# Acanthotetilla hemisphaerica
Acanthotetilla hemisphaerica är en svampdjursart som beskrevs av Burton 1959. Acanthotetilla hemisphaerica ingår i släktet Acanthotetilla och familjen Tetillidae.
Artens utbredningsområde är havet utanför Oman. Inga underarter finns listade i Catalogue of Life.